# Мостья
Мостья — река в России, протекает в Рязанской области. 

## Течение
Берет начало в овраге, в 20 км юго-восточнее посёлка Ухолово, на высоте около 141 метра над уровнем моря. Устье реки находится в 10 км по правому берегу реки Ранова. Высота устья — 93,5 м над уровнем моря. Длина реки составляет 77 км. Берега обрывистые, местами заболоченные. Площадь водосборного бассейна — 984 км².
Система водного объекта: Ранова → Проня → Ока → Волга → Каспийское море.

## Данные водного реестра
По данным государственного водного реестра России относится к Окскому бассейновому округу, водохозяйственный участок реки — Проня от истока до устья, речной подбассейн реки — бассейны притоков Оки до впадения Мокши. Речной бассейн реки — Ока.
Код объекта в государственном водном реестре — 09010102112110000025745.

### Притоки (км от устья)
- 8 км: река Летогоща
- 13 км: река Воротца
- 29 км: река Лукмос
- 46 км: река Малая Мостья
- 62 км: река Аксень

## Фотогалерея

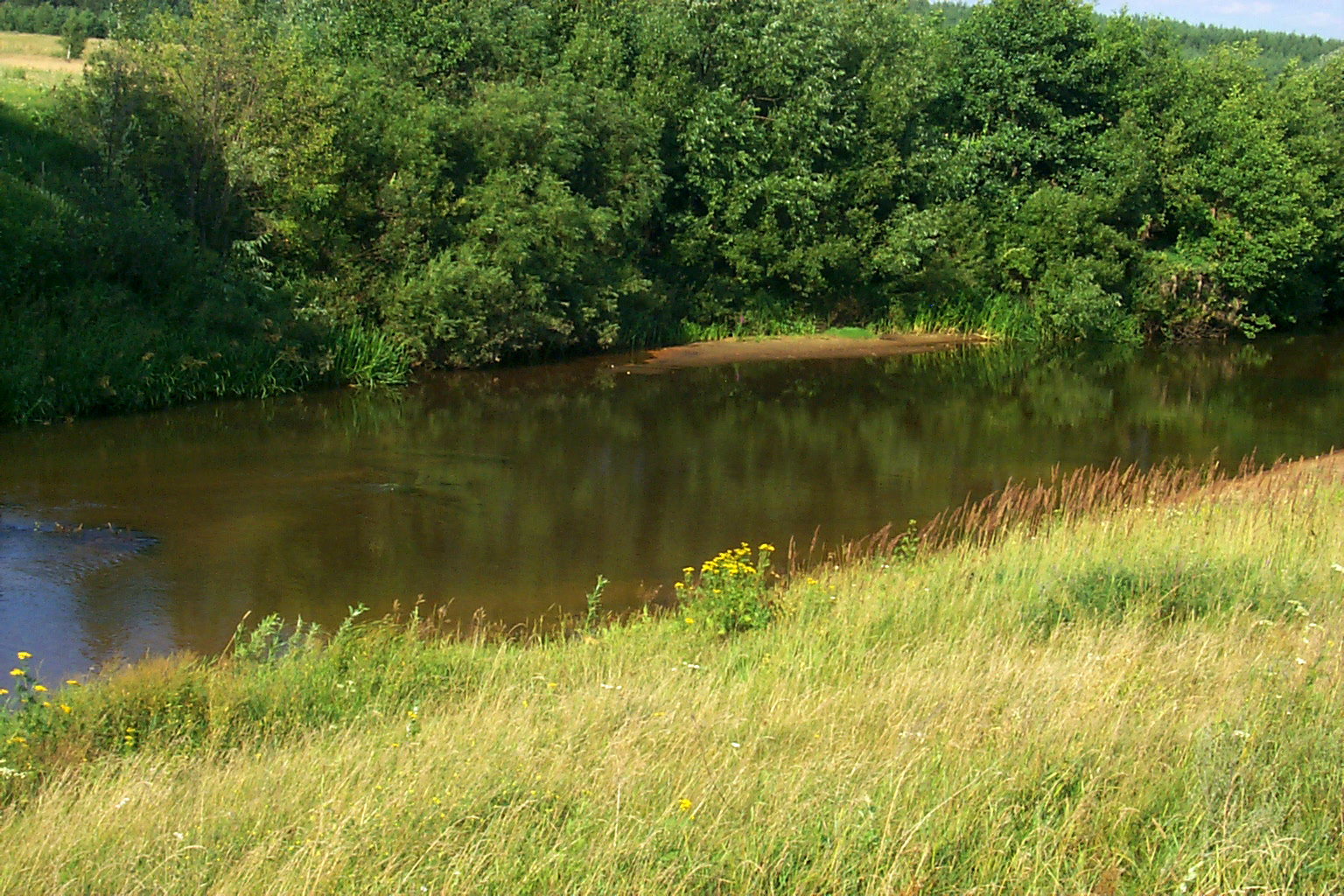
Река Мостья.
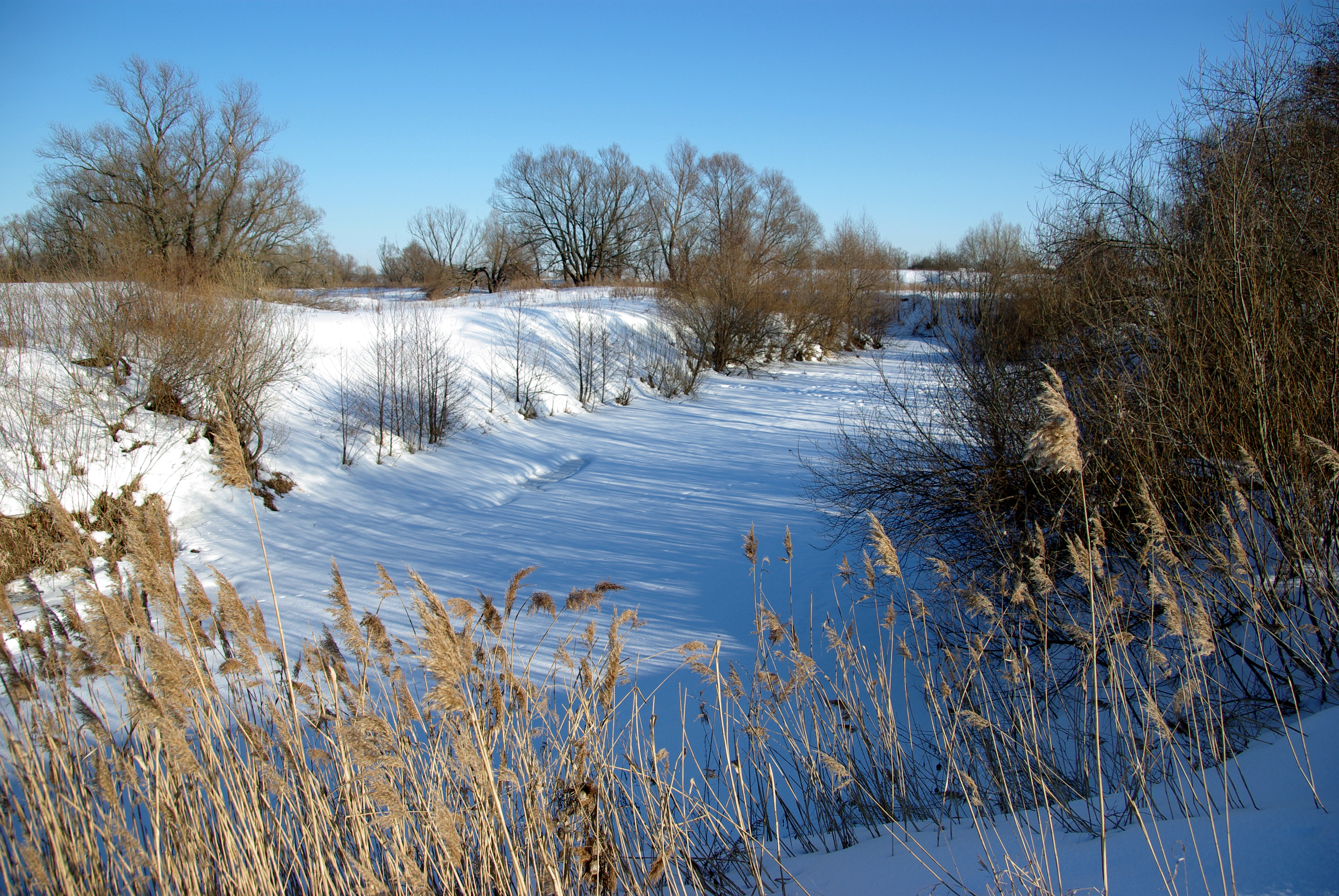
Река Мостья зимой.